# Sconsia striata
Sconsia striata är en snäckart som först beskrevs av Jean-Baptiste Lamarck 1816.  Sconsia striata ingår i släktet Sconsia och familjen hjälmsnäckor. Inga underarter finns listade i Catalogue of Life.